# Stazione di Kishinosato-Tamade
La stazione di Kishinosato-Tamade (岸里玉出駅?, Kishinosato-Tamade-eki) è una stazione ferroviaria delle Ferrovie Nankai situata nel quartiere di Nishinari-ku, a sud della città di Osaka. La stazione è servita dalle linee Kōya e la sua diramazione Shiomibashi, e principale delle ferrovie Nankai.

## Linee e servizi

### Treni
Ferrovie Nankai
● Linea Nankai Kōya (e diramazione Shiomibashi)
● Linea principale Nankai

## Struttura
La stazione si trova nel punto di diramazione fra le linee Kōya e principale Nankai, e l'ingresso della linea Shiomibashi, e presenta tre banchine laterali serventi tre binari, più un marciapiede a isola servente due binari, per un totale di cinque.
| 1 | ● Linea Kōya              | per Nakamozu (servizio diretto via Ferrovia Rapida Semboku fino a Izumi-Chūō), Kawachinagano, Hashimoto e Kōyasan |
| 2 | ● Linea Kōya              | per Tengachaya e Namba                                                                                            |
| 3 | ● Linea principale Nankai | per Sakai, Kishiwada, Izumisano, Kansai Aeroporto e Wakayamashi                                                   |
| 4 | ● Linea principale Nankai | per Namba (espressi)                                                                                              |
| 6 | ● Linea Shiomibashi       | per Tsumori e Shiomibashi                                                                                         |

## Stazioni adiacenti
| «                             | Servizio          | »                 |
| Linea Nankai Kōya             | Linea Nankai Kōya | Linea Nankai Kōya |
| ----------------------------- | ----------------- | ----------------- |
| Tengachaya                    | Locale            | Tezukayama        |
| Tutti gli altri treni passano |                   |                   |
| Linea Nankai principale       |                   |                   |
| Tengachaya                    | Locale            | Kohama            |
| Tutti i treni passano         |                   |                   |
| Linea Shiomibashi             |                   |                   |
| Nishi-Tengachaya              | Locale            | Capolinea         |